# Manugur
Manugur es una ciudad y  municipio situada en el distrito de Bhadradri Kothagudem en el estado de Telangana (India). Su población es de 32091 habitantes (2011). Se encuentra a orillas del río Godavari, a 330 km de Hyderabad, la capital del estado.

## Demografía
Según el censo de 2011 la población de Manugur era de 32091 habitantes, de los cuales 15933 eran hombres y 16158 eran mujeres. Manugur tiene una tasa media de alfabetización del 73,89%, superior a la media estatal del 67,02%: la alfabetización masculina es del 80,71%, y la alfabetización femenina del 67,24%.